# Maison du Prince Noir (Monflanquin)
La maison du Prince Noir est un monument historique situé à Monflanquin, dans le département de Lot-et-Garonne, dans la région Nouvelle-Aquitaine.

## Localisation
Ce bâtiment est situé place des Arcades et rue Sainte-Marie à Monflanquin.

## Historique
On ne sait qui a fait construire cette maison dont le style est caractéristique des maisons du XIVe siècle. L’appellation de maison du Prince Noir est récente. Le surnom de "Black Prince" n'est donné au prince de Galles Édouard de Woodstock qu'en 1569 sous la plume de l'historien anglais Richard Grafton, dans Chronicle at Large. On ne connaît pas la raison de ce surnom. Il n'a jamais porté d'armure noire comme on a pu l'écrire au XIXe siècle. Comme on trouve mention d'achats de velours noir dans ses comptes pour réaliser des chapeaux. Peut-être cette particularité de son habillement aurait été conservée dans la tradition populaire.
Le Prince Noir est arrivé à Bordeaux en 1355. Il entreprend sa première chevauchée en Aquitaine, jusqu'à Narbonne, en 1355. Sa seconde chevauchée, en 1356, va être marquée par sa victoire contre le roi de France Jean II le Bon près de Poitiers, le 19 septembre. Monflanquin fait sa soumission au Prince Noir cette année-là.
En 1357, le Prince Noir donne le château de Monflanquin à Jean de Galard sire de Limeuil en remerciements de sa soumission  et en compensation des confiscations de ses biens par le roi de France qui en avaient résulté. À cette même époque, Jean de Grailly est le propriétaire du château de Roquefère et a cédé cette seigneurie à John Chandos, sa vie durant.
En 1360, le traité de Brétigny reconstitue au profit du roi d'Angleterre territoire presque aussi vaste que celui possédé par Alienor d'Aquitaine, au XIIe siècle. Édouard III regroupe toutes ses possessions dans le Sud-Ouest dans la principauté d'Aquitaine qu'il donne, sa vie durant, au prince de Galles. Le 15 juillet 1363, celui-ci organise à Bordeaux, dans la cathédrale, une cérémonie d'hommages rendus par les seigneurs et les villes. Pour Monflanquin sont présents les consuls Gaillard de Fuliers et Raymon Audebert. Dans la mise en place de son pouvoir dans les nouveaux territoires conquis, le Prince Noir aurait pu passer à Monflanquin entre juillet 1363 et avril 1364. Mais cette présence n'est qu'une hypothèse. La principauté d'Aquitaine disparaît en 1370 avec le retour à Londres du prince de Galles. Les armées du roi de France Charles V ont entamé la reconquête des territoires cédés en 1360.

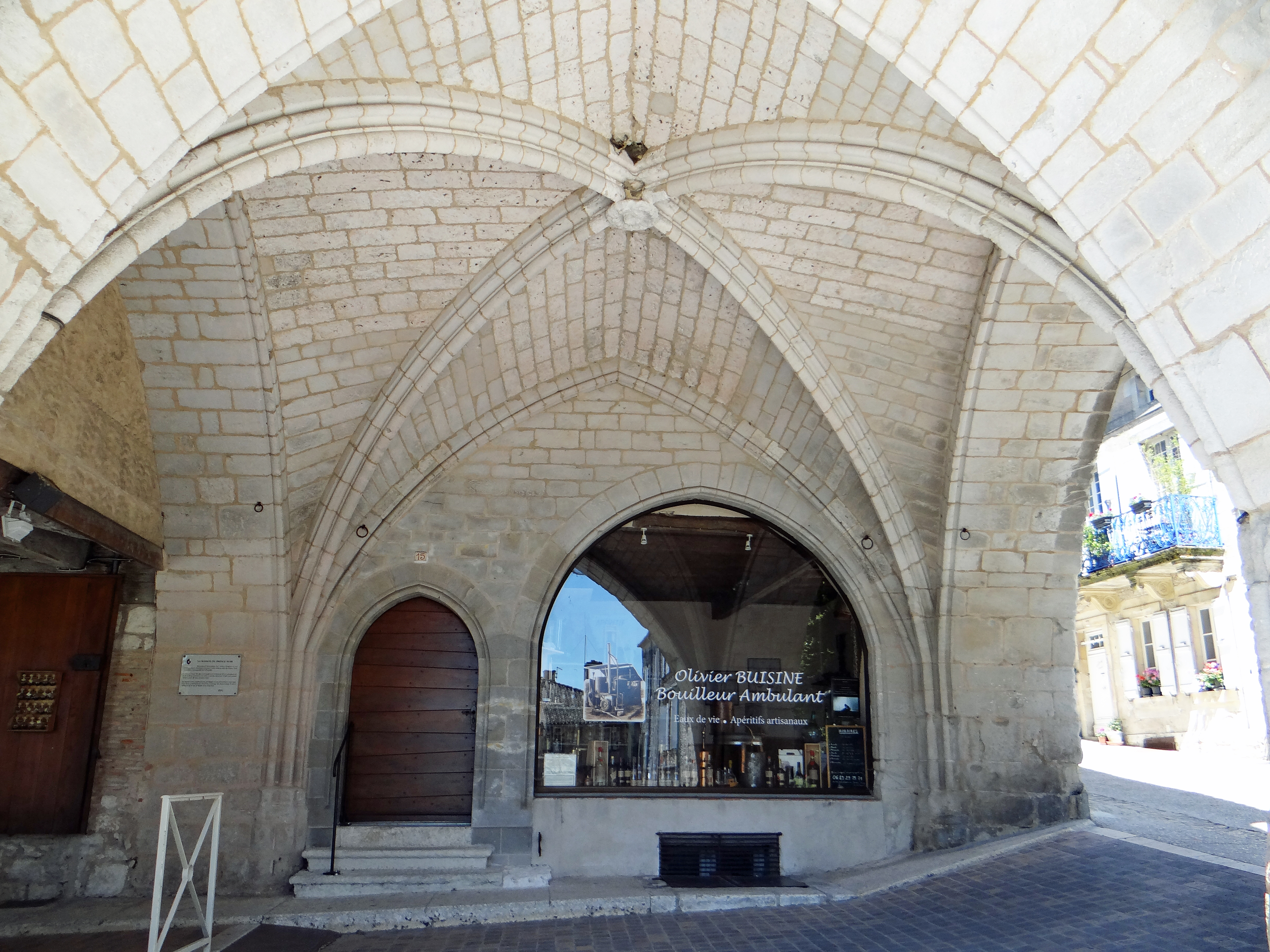
La voûte de l'arcade

La maison du Prince Noir a un style pouvant faire remonter sa construction aux années 1360-1370. Rien dans les textes anciens ne permet d'affirmer qu'elle a été construite à la demande du Prince Noir, qu'il y a résidé ou qu'il y a logé son représentant à Monflanquin. De même le nom de maison du Prince Noir qui lui est donné n'apparaît qu'au XXe siècle. On n'en trouve aucune trace dans les documents du XVIIe siècle jusqu'au début du XXe siècle.
Les fenêtres du premier étage ont été restaurées en 1960.
L'édifice a été inscrit au titre des monuments historiques le 16 février 1951.